# Мартынов, Аполлинарий Константинович
Аполлинарий Константинович Мартынов (1901—1991) — советский учёный в области экспериментальной аэродинамики летательных аппаратов, развития базы аэродинамических исследований, техники и методики эксперимента. Организатор науки. Доктор технических наук, преподаватель высшей школы, профессор. Лауреат Государственной премии СССР. Заслуженный деятель науки и техники РСФСР. Почётный авиастроитель СССР. Лауреат премии им. Н. Е. Жуковского (1976).
Под его руководством и с его непосредственном участием проводились работы со всеми отечественными авиационными КБ.

## Биография
Родился в дворянской семье 21 декабря 1901 года. Отец работал врачом. 
Учился в 3-й Московской гимназии, одноклассником был будущий генерал В. С. Пышнов.
В детстве Аполлинарий встречал в Могилёве (по собственным воспоминаниям — в Барановичах) царский поезд и как отличник учёбы был удостоен личной встречи с российским императором Николаем II и императрицей Александрой Фёдоровной, причём император оставил у него весьма благоприятное впечатление своей простотой, сдержанностью и приветливостью; императрица — напротив, крайне отвратительное злым, невыспавшимся лицом и отсутствием всякого желания хотя бы имитировать приветливость.
В 1918 году, завершив своё образование 7-ю классами, подал заявления в Московский университет и в МВТУ, был принят в оба вуза, но решил продолжить учёбу и сдал вступительный экзамен в МВТУ (первый советский приём). Условия для учёбы были ужасными, перестало работать отопление, профессора всё чаще не приходили на лекции, студенты постепенно разбрелись. Поступил слесарем на железную дорогу. В 1920 году призван в РККА, красноармеец. Был зачислен в часть, готовившуюся к наступлению на Врангеля, но ещё до начала этой военной операции как бывший студент был демобилизован и возвращён на учёбу в МВТУ, которое окончил в 1925. Ученик Б. Н. Юрьева, под руководством которого выполнил дипломную работу. Считал своего научного наставника одним из самых ярких учеников Н. Е. Жуковского и отзывался о нём в высшей степени похвально:

Щедро одарённый от природы, обладавший недюжинной памятью, трудолюбивый, что позволило ему стать эрудированным в широком диапазоне наук. В то же время, это был добрый и отзывчивый человек, обладавший неуёмной энергией и способный добиваться поставленной цели с исключительной волей. <…> меня огорчало его согласие на любые мои решения, хотя они вызывали часто большие сомнения, и мне хотелось жёсткой критики. Юрьев был конечно прав, его первейшей обязанностью было приучить нас к самостоятельности

Среди своих педагогов вспоминал также Худякова, С. И. Вавилова, Калинникова, Ошуркова, Мазинга, Смирнова, Мерцалова, особо отмечал Н. Е. Жуковского:

Жуковский в 1918 году был уже очень стар, и условия жизни того времени были ему очень тяжелы. Тем не менее, он был аккуратен в отношении чтения лекций — он их не пропускал. <…> Иногда Николай Егорович приходил на лекции в снегу. Мы делали вывод, что может быть он, идя пешком (транспорта в Москве в то время не было), где-то упал. <…> Жуковский, несмотря на то, что он был всемирно признанным учёным, сам вёл со студентами упражнения <…> он начинал ставить нам задачи, как говорится «из головы» <..>, очень хорошо умел вести нас в этих задачах от простому к сложному

22 октября 1921 года на испытаниях электроплуга познакомился с В. И. Лениным, впоследствии вспоминал:

Меня совершенно поразили необычайная быстрота и проворство движений Ленина. Он буквально носился по полю, энергично жестикулировал и засыпал <…> вопросами. Я <…> слышал его быструю речь и его пытливость меня, прямо скажу, восхитили

В 1923 году студентом проходил производственную практику на заводе «Самолёт», необладая должными практическими навыками, в расчётах и конструировании самолётов квалифицированного участия не принимал, впрочем и о квалификации группы, к которой был прикомандирован, высказался весьма критично
Работал в ЦАГИ с 1923 по 1991 год, где прошёл путь от инженера до начальника отделения. Под руководством И. Ф. Петрова занимался усовершенствованием отечественного серийного самолёта И-5 путём натурных испытаний в аэродинамической трубе (первая работа в ЦАГИ такого рода); кроме повышения скорости самолёта удалось добиться безопасности этого самолёта к штопору. В 1932 году участвовал в проектировании самолёта РД (АНТ-25). В 1940 году по указанию И. Ф. Петрова начал осваивать лётную практику и со временем научился самостоятельно пилотировать самолёт. В межвоенные годы выезжал в Европу на различные авиационные мероприятия, знакомился с авиационными заводами и научно-исследовательскими институтами Германии, в частности посетил в Гёттингене Людвига Прандтля, которого характеризовал весьма положительно и как учёного, и как человека.
В годы Великой Отечественной войны руководил эвакуированной в Казань аэродинамической лабораторией ЦАГИ, в которой велась большая работа по совершенствованию боевых самолётов. Так, истребителю Ла-5 удалось на 25 км/ч удалось повысить максимальную скорость, улучшить маневренность, поднять потолок и дальность полёта. Лично выезжал на фронтовые аэродромы, базы и войсковые сборы на лекции, демонстрации и инструктаж по вопросам внедрения разработанных усовершенствований. По окончании войны работал в комиссии НК авиационной промышленности по установлению связей с германской промышленностью, выезжал в Лейпциг.
Как один из руководителей ЦАГИ неоднократно встречался со Сталиным, о чём воспоминаний не оставил.
Воспитатель нескольких поколений студентов и аспирантов, учёных и инженеров. С 1928 года вёл педагогическую работу в МВТУ, затем — в МАИ, как руководитель аспирантуры ЦАГИ. По ходатайству Мартынова в ЦАГИ на работу были приглашены В. В. Струминский, В. В. Владимирский, С. З. Беленький.
Автор статей, учебных пособий и монографий по экспериментальной аэродинамике. Научно-технический редактор монографии по теории несущего винта и двух изданий книги по экспериментальной аэродинамике вертолетов. В 1976 году был удостоен премии имени Жуковского I степени (в коллективе Е. С. Вождаев (золотая медаль), Л. С. Вильдгрубе, В. Э. Баскин, Г. И. Майкапар) за работу «Вихревая теория несущего винта и её применение в конкретных компоновках»
Состоял в КПСС.
Награжден орденом Отечественной войны 2 степени, орденом Трудового Красного Знамени, двумя орденами «Знак Почёта», медалями.